# Peripatidae
Als Peripatidae bezeichnet man eine Familie von Stummelfüßern (Onychophora). Die Tiere, die wie alle Stummelfüßer oberflächlich wie Würmer mit Beinen aussehen, leben ausschließlich in tropischen Gebieten und ernähren sich von kleineren wirbellosen Tieren. Alle Peripatidae sind lebendgebärend, was außerhalb der Wirbeltiere eine vergleichsweise seltene Erscheinung ist.
Die Familie wurde durch Richard Evans im Jahre 1901 nach der Typgattung Peripatus GUILDING 1826 benannt.

## Aufbau
Die meisten Tiere sind vermutlich zur Tarnung unauffällig rot bis braun gefärbt; ihre Körpergröße variiert recht stark zwischen 0,5 und 15 Zentimetern. Die Zahl der stummelförmigen Beinpaare kann innerhalb einer Art variabel sein und liegt mit zwischen 19 und 43 in der Regel wesentlich höher als bei der anderen Stummelfüßer-Familie, den Peripatopsidae. Ansonsten ähneln sich die beiden Familien sehr stark, so dass die Anatomie der Peripatidae weitgehend derjenigen aller Stummelfüßer entspricht. Einige Besonderheiten sind im Folgenden aufgeführt.
So befindet sich an jedem einzelnen Bein auf der Höhe des Ansatzes an der bauchzugewandten Seite ein spezielles Organ, das Coxalorgan, Coxalsack oder auch Coxalvesikel genannt wird und nach außen gestülpt werden kann. Seine genaue Funktion ist unbekannt; es wird jedoch vermutet, dass es der Aufnahme von Feuchtigkeit aus der Umgebung dient – für die auf Wasser angewiesenen Stummelfüßer eine nützliche Adaptation an ihre mitunter sehr warmen Lebensräume.
Überwiegend bei den Männchen treten darüber hinaus ebenfalls am bauchseitigen Ansatz der Stummelbeine so genannte Cruralpapillen auf. Dabei handelt es sich um die Öffnungen spezieller Drüsen, der Cruraldrüsen, die sich innerhalb des Beines befinden und von dort meist bis in die Körperhöhle hineinreichen. Da sie sehr wahrscheinlich chemische Botenstoffe, so genannte Pheromone absondern, dienen sie vermutlich der zwischengeschlechtlichen Kommunikation.
Die Speicheldrüsen besitzen anders als bei den Peripatopsidae ein eigenes Reservoir, so dass der Speichel im Bedarfsfall nicht erst gebildet werden muss. Ein weiterer Unterschied zeigt sich bei der Nervenversorgung des Herzens: Während bei den Peripatopsidae nur ein einziger rückseitiger Nervenstrang auftritt, existieren bei den Peripatidae-Arten zwei zusätzliche Nervenstränge, die dorsolateral, also auf beiden Seiten der Mittellinie der Körperrückseite verlaufen.
Die Geschlechtsöffnung oder Gonopore findet sich bei beiden Geschlechtern jeweils zwischen dem vorletzten Beinpaar. Kennzeichnend für die Weibchen ist, dass ihre Eier in den Eierstöcken oder Ovarien, die oft über einen so genannten Ovarialtrichter verfügen, endogen liegen, das heißt, sie befinden sich nicht in Kontakt mit der Körperhöhle der Tiere, dem Pseudo- oder Hämocoelom. Bei vielen lebendgebärenden Arten bildet sich zur Ernährung der Jungtiere in der Gebärmutter, dem Uterus, eine Plazenta aus, durch die Nährstoffe in den Organismus des wachsenden Embryos wandern können.
Die Männchen besitzen meist einen verhältnismäßig langen Samenleiter; eine penisartige Struktur wurde innerhalb der Peripatidae im Gegensatz zu den Peripatopsidae bisher nicht beobachtet, auch wenn bei manchen Männchen die Gonopore etwas nach außen vorsteht.
Genetische Auffälligkeiten der Tiere sind ein verhältnismäßig kleines Genom der Mitochondrien, der „Kraftwerke“ der Körperzellen, und ein nukleares Genom, das reich an den Basen Adenin und Thymin ist.

## Verbreitung und Lebensraum
Die Peripatidae weisen eine zirkumtropische Verteilung auf, auch wenn das Klima aufgrund der Höhenlage manchmal eher subtropischen Verhältnissen entspricht.
Im Einzelnen finden sie sich sowohl in Zentralmexiko und dem südlichen Mittelamerika, als auch an der Nordostküste, Teilen der Westküste sowie vereinzelt im Landesinneren Südamerikas. In der Karibik sind sie auf zahlreichen westindischen Inseln, darunter Jamaika, Hispaniola, Puerto Rico und den Kleinen Antillen, nicht aber auf Kuba anzutreffen; aus dem äquatornahen Westafrika sind Funde in der Republik Kongo bekannt. In Indien finden sich die Tiere im Norden nahe dem Himalaya-Gebirge; daneben kommen sie noch auf der Malaiischen Halbinsel sowie auf einigen indonesischen Inseln wie etwa im Norden Borneos und in Zentral-Sumatra vor.
Wie alle Stummelfüßer stellen die Peripatidae hohe Ansprüche an die Luftfeuchtigkeit und finden sich daher hauptsächlich in Lebensräumen, in denen die Austrocknungsgefahr gering ist, also etwa unter umgefallenen Bäumen, in Laubstreu, unter Steinen oder ähnlichem. In der Karibik wurden sie auch in Kakao- oder Bananenplantagen gefunden. Eine Art aus Jamaika, Speleoperipatus spelaeus, lebt in Höhlen.
Aus dem mittelamerikanischen Costa Rica ist eine maximale Populationsdichte von etwa zwei Individuen pro Quadratmeter Boden bekannt, was aufzeigt, wie vergleichsweise selten die Tiere sind.

## Fortpflanzung
Nur bei einer einzigen Art, Epiperipatus inthurni ist eine ungeschlechtliche Vermehrung bekannt; die Weibchen pflanzen sich hier parthenogenetisch, also ohne Befruchtungsvorgang, fort, so dass bei dieser Art keine Männchen bekannt sind.
Alle anderen Arten zeigen ausnahmslos einen geschlechtlichen Fortpflanzungsmodus. Vermutlich erfolgt die Besamung der Weibchen grundsätzlich über die Vagina, obwohl Kopulationsvorgänge bisher nicht beobachtet werden konnten. Genetische Untersuchungen zeigen, dass Befruchtungen unter Geschwistern häufig sind; dies ist wahrscheinlich eine Folge des relativ frühen Zeitpunkts innerhalb des weiblichen Lebenszyklus, zu dem es zu einer Paarung kommt – der Anteil der befruchteten Weibchen liegt in freier Wildbahn über 60 Prozent. Oft sind sie zum Zeitpunkt des Spermientransfers noch nicht geschlechtsreif, die Spermien werden dann in einer speziellen Struktur, dem Samenspeicher, aufbewahrt, wo sie offenbar über mehrere Jahre am Leben gehalten werden können. Isoliert gehaltene Weibchen sind jedenfalls dazu in der Lage, über Jahre hinweg ohne zusätzlichen Befruchtungsvorgang Junge zur Welt zu bringen. Eine Erklärung für die ungewöhnlich frühe Samenübertragung lässt sich in der speziellen Fortpflanzungsweise der Tiere sehen: Alle Arten sind lebendgebärend; bei schwangeren Weibchen befinden sich daher nahezu zu jedem Zeitpunkt heranwachsende Embryos in der „Gebärmutter“, dem Uterus, die den Spermientransfer zu den Eierstöcken (Ovarien) stark beeinträchtigen. Eine frühe Begattung, durch die nach Möglichkeit sämtliche Eier, die während der Lebensspanne des Weibchens innerhalb der Ovarien heranreifen werden, befruchtet werden können, ist daher eine sinnvolle Strategie, dieses Problem zu umgehen.
Während viele Weibchen nur einmal in ihrem Leben befruchtet werden, sind die meisten Männchen anscheinend polygam, paaren sich also soweit möglich mit mehreren Partnerinnen.
Alle Arten sind entweder echt lebendgebärend (vivipar) oder eierlebendgebärend (ovovivipar). Letzteres betrifft zwei Gattungen, Eoperipatus und Typhloperipatus. Bei Arten beider Taxa bringen die Weibchen zwar lebende Junge zur Welt, ernähren diese aber nicht mehr innerhalb der Gebärmutter, so dass die Embryos für ihren Energiebedarf auf Nährstoffe aus den moderaten Dotter-Vorräten des Eis angewiesen sind. Bis zur Geburt bleiben sie zudem von der dünnen Eimembran umgeben.
Bei allen anderen Arten werden die Embryos dagegen entweder durch mütterliche Sekrete ernährt, die in den Uterus abgegeben werden oder durch eine echte Gewebeverbindung von Embryo und Gebärmutter, die Plazenta. Letztere findet sich vor allem bei den neotropischen Arten, also in Amerika und der Karibik, seltener in den anderen Verbreitungsgebieten. Die vermutlich ursprünglichere Nährstoffversorgung durch Sekretabsonderungen kommt ausschließlich in der „alten Welt“, also in Afrika und Südostasien, vor.
Viviparität ist ein recht ungewöhnliches Merkmal bei wirbellosen Tieren; insbesondere die Ausbildung einer Plazenta, ein Merkmal, das sich ausschließlich innerhalb der Familie Peripatidae findet, gilt als bemerkenswert. Auch die Peripatopsidae umfassen einige vivipare Arten; ihr Fortpflanzungsmodus ist aber vermutlich unabhängig entstanden.
Die Entwicklungszeit der Embryos beträgt etwa ein Jahr. Bei der Geburt kommt (bei den viviparen Arten) jeweils nur ein einzelnes Jungtier mit dem Kopf voran zur Welt. Die Zahl der Geburten kann pro Jahr je nach Art zwischen eins und acht variieren; meist sind sie gleichmäßig über das Jahr verteilt, fallen jedoch anscheinend nicht in die Trockenzeit, falls eine solche existiert.
Das Geschlechterverhältnis ist bei der Geburt meist zugunsten der Männchen verschoben; dadurch, dass diese eine kürzere Lebensspanne haben als die Weibchen, ändert sich dies jedoch mit der Zeit, so dass bei erwachsenen Tieren eine Überzahl an Weibchen besteht.
Während Männchen bereits kurz nach ihrer Geburt die erste Paarung eingehen können, erfolgt diese bei den Weibchen meist erst nach den ersten fünf bis neun Lebensmonaten; die erste Geburt findet dementsprechend in ihrem 17. bis 23. Lebensmonat statt.

## Gefährdung
Die Gefährdungssituation der meisten Peripatidae-Arten ist nur schwer einzuschätzen, da Bestandsdaten nicht vorliegen und etwa in Äquatorialafrika auch nur schwer zu erheben sind. Vier Arten werden mit der Ausgabe 2009 auf der Roten Liste der International Union for Conservation of Nature geführt; dies sagt aber praktisch nichts über die Gefährdung der anderen Peripatidae-Taxa aus.
- Die Art Macroperipatus insularis gilt als gefährdet ("Endangered").
- Die äquatorialafrikanische Art Mesoperipatus tholloni wurde 1994 als gefährdet eingestuft und wird jetzt als mit unzureichenden Daten versehene Art ("Data deficient") angeführt.
- Die karibische Art Plicatoperipatus jamaicensis scheint als gering gefährdet ("Near Threatened") auf.
- Die ausschließlich in Höhlen lebende Art Speleoperipatus spelaeus wird als vom Aussterben bedroht ("Critically Endangered") eingeschätzt.

Höhlen sind als verhältnismäßig lebensfeindliche Lebensräume bekannt, sie beherbergen meist nur sehr kleine Populationen; lokale Einflüsse wirken sich daher wesentlich stärker auf den Gesamtbestand aus als bei Arten mit einem umfangreicheren Verbreitungsgebiet.
Pläne für gezielte Gegenmaßnahmen existieren bis heute nicht; eine eventuelle Zucht der Tiere wird aber erwogen. Bei der parthenogenetischen Art Epiperipatus inthurni ist zumindest eine Haltung in Kultur schon heute möglich; welche Voraussetzungen für eine erfolgreiche und nachhaltige Bestandssicherung in Gefangenschaft vorliegen müssen, ist aber noch weitgehend unbekannt.

## Stammesgeschichte
Die Stammesgeschichte der Peripatidae muss weitgehend aus den phylogenetischen Beziehungen der heute lebenden Arten zueinander rekonstruiert werden. Die einzigen bekannten fossilen Arten, bei denen eine Einordnung in die Familie in Frage käme,  sind Cretoperipatus burmiticus aus kreidezeitlichem Bernstein Myanmars und Tertiapatus dominicanus aus der Karibikinsel Hispaniola. Erstere ist in vergleichsweise gutem Erhaltungszustand und lässt sich bei einem Alter von etwa 100 Millionen Jahren recht sicher den Peripatidae zuordnen, bei zweiterer ist dies hingegen nicht gesichert. Die Existenz von Cretoperipatus burmiticus bestätigt die schon vor der Entdeckung der Art als wahrscheinlich geltende Annahme, dass sich die Peripatidae noch vor dem Aufbrechen des ehemaligen Superkontinents Gondwana in der erdgeschichtlichen Epoche des Trias oder Jura von ihrer Schwestergruppe, den Peripatopsidae, die alle anderen Stummelfüßer umfassen, trennten.
Da eine auf morphologischen oder molekulargenetischen Daten beruhende kladistische Analyse der Verwandtschaftsverhältnisse der einzelnen Arten zueinander noch nicht vorliegt, muss man sich gegenwärtig mit biogeografischen Überlegungen begnügen. Bei dieser als Retrovikarianz-Analyse bekannten Vorgehensweise geht man davon aus, dass geografisch benachbarte Arten enger miteinander verwandt sind als solche, die in geografisch weit auseinanderliegenden Gebieten leben. Sie wird dadurch erschwert, dass über geologische Zeiträume hinweg Phänomene wie die Kontinentaldrift, also die Bewegung der Landmassen der Erde zueinander berücksichtigt werden müssen.
Das Ergebnis lässt sich in dem folgenden Diagramm zusammenfassen:
| N.N. | \| \| Westafrikanische Arten \| \| \| \| \| \| Neotropische Arten \| \| \| \| |
|      | \| \| Westafrikanische Arten \| \| \| \| \| \| Neotropische Arten \| \| \| \| |
|      | Südostasiatische Arten                                                        |
|      |                                                                               |
|      | Westafrikanische Arten                                                        |
|      |                                                                               |
|      | Neotropische Arten                                                            |
|      |                                                                               |

|  | Westafrikanische Arten |
|  |                        |
|  | Neotropische Arten     |
|  |                        |

Demnach haben sich vermutlich in der Epoche des Jura zunächst die südostasiatischen Arten von allen anderen Peripatidae abgespalten. Ihr ursprünglicher Lebensraum war wie bei allen anderen heutigen Stummelfüßern Gondwana, ein Kontinent, der sich aus Südamerika, Afrika, Madagaskar, Indien, Australien und Antarktika zusammensetzte. Da die Tiere heute hingegen im Norden Indiens und Südostasiens verbreitet sind, nicht aber in Westasien oder Nordafrika, geht man davon aus, dass sie nicht durch eigenständige Verbreitung, sondern durch Vikarianz, den geologischen Transport ihres Lebensraumes, dorthin gelangten. Im konkreten Fall wurden sie wahrscheinlich mit dem indischen Kontinent, der sich zu Beginn der Kreidezeit von allen anderen Teilen Gondwanas trennte, nach Norden verbracht. Als Indien dann etwa im Miozän mit der eurasischen Landmasse kollidierte, war der Weg für eine Verbreitung im nahegelegenen Südostasien frei. Im ebenfalls nicht besiedelten Südindien wären sie demnach später ausgestorben.
Die Trennung der westafrikanischen und neotropischen Arten fand wohl erst in der Kreidezeit statt; Zentralamerika und Mexiko können jedenfalls kaum eher kolonisiert worden sein. Für die Besiedelung der Karibik ist entscheidend, ob die Tiere bereits die damals noch zusammenhängenden Proto-Antillen bewohnten, die sich im Zeitalter des Mesozoikums zwischen Nord- und Südamerika bildeten und später durch Kontinentaldrift nach Osten wanderten. Eine Alternative wäre eine von Südamerika, etwa der heutigen Amazonasregion, ausgehende Besiedlung, die wesentlich später stattgefunden haben könnte. Es ist bekannt, dass Wasserströmungen, in denen die Tiere etwa auf schwimmendem Totholz hätten überleben können, von der Amazonasmündung nach Norden in Richtung Karibik ziehen und dort weiter von Osten nach Westen verlaufen. Ein Indiz für diese Hypothese ist die Tatsache, dass die größte und gleichzeitig westlichste aller karibischen Inseln, Kuba, bis heute nicht von Peripatidae bewohnt wird.

## Systematik
Obwohl die Monophylie der Gruppe, also die Frage, ob das Taxon alle Nachkommen des letzten gemeinsamen Vorfahren aller enthaltenen Arten umfasst, nicht vollständig geklärt ist, gilt es als recht wahrscheinlich, dass die Peripatidae eine natürliche Gruppe bilden.
Die Familie wird in zehn Gattungen eingeteilt, die etwas mehr als 60 Arten umfassen. Die Gattungen sind im Folgenden mit einer kurzen Angabe ihres geografischen Verbreitungsgebietes aufgeführt:
- Eoperipatus (Malaiische Halbinsel)
- Epiperipatus (Zentralamerika und Karibik)
- Heteroperipatus
- Macroperipatus (Zentralamerika und Karibik)
- Mesoperipatus (Äquatorialafrika)
- Oroperipatus (Südamerika)
- Peripatus GUILDING 1826 (Neotropen)
- Plicatoperipatus (Karibik)
- Speleoperipatus (Karibik)
- Typhloperipatus (Ostindien)

Eine phylogenetische Analyse der mutmaßlichen Schwestergruppe, der Peripatopsidae, bezog auch insgesamt fünf Gattungen der Peripatidae ein; diese standen allerdings naturgemäß nicht im Vordergrund der Untersuchung. Das Teilergebnis der Studie, das grob mit den biogeografischen Erwartungen der bereits erwähnten Retrovikarianzanalyse übereinstimmt, lässt sich dem folgenden Diagramm entnehmen:
|                         | Typhloperipatus |
|                         | |
| N.N.                    | \| \| Epiperipatus \| \| \| \| \| \| Mesoperipatus \| \| \| \| \| \| Oroperipatus \| \| Vorlage:Klade/Wartung/3 \| \| |
|                         | \| \| Epiperipatus \| \| \| \| \| \| Mesoperipatus \| \| \| \| \| \| Oroperipatus \| \| Vorlage:Klade/Wartung/3 \| \| |
|                         | Epiperipatus |
|                         | |
|                         | Mesoperipatus |
|                         | |
|                         | Oroperipatus |
| Vorlage:Klade/Wartung/3 | |

|                         | Epiperipatus  |
|                         |               |
|                         | Mesoperipatus |
|                         |               |
|                         | Oroperipatus  |
| Vorlage:Klade/Wartung/3 |               |

|                         | Typhloperipatus |
|                         | |
| N.N.                    | \| \| Epiperipatus \| \| \| \| \| \| Mesoperipatus \| \| \| \| \| \| Oroperipatus \| \| Vorlage:Klade/Wartung/3 \| \| |
|                         | \| \| Epiperipatus \| \| \| \| \| \| Mesoperipatus \| \| \| \| \| \| Oroperipatus \| \| Vorlage:Klade/Wartung/3 \| \| |
|                         | Epiperipatus |
|                         | |
|                         | Mesoperipatus |
|                         | |
|                         | Oroperipatus |
| Vorlage:Klade/Wartung/3 | |

|                         | Epiperipatus  |
|                         |               |
|                         | Mesoperipatus |
|                         |               |
|                         | Oroperipatus  |
| Vorlage:Klade/Wartung/3 |               |